# Гашек, Мартин
Ма́ртин Га́шек (чеш. Martin Hašek; род. 11 октября 1969, Пардубице, Восточночешский край) — чешский футболист, выступавший на позиции полузащитника. Четырёхкратный чемпион Чехии. Ныне футбольный тренер и эксперт.

## Карьера

### Клубная
За свою длительную карьеру в профессиональном спорте играл за такие клубы, как «Унион», «Слован», «Спарта», «Аустрия», «Штурм», «Марила», в 2004 году провёл несколько матчей в составе московского «Динамо», однако после увольнения Ярослава Гржебика был отправлен в дубль и вскоре покинул команду на правах свободного агента. Решение об окончании карьеры футболиста принял в возрасте 38 лет, после чего занялся тренерской деятельностью.

### В сборной
14 раз принимал участие в матчах сборной Чехии, в частности играл в отборочных матчах чемпионата мира 2002 года. 28 игр провёл в Лиге чемпионов.

## Статистика выступлений за сборную
| Матчи за сборную Чехии | Матчи за сборную Чехии | Матчи за сборную Чехии | Матчи за сборную Чехии | Матчи за сборную Чехии | Матчи за сборную Чехии  | Матчи за сборную Чехии |
| ---------------------- | ---------------------- | ---------------------- | ---------------------- | ---------------------- | ----------------------- | ---------------------- |
| №                      | Дата                   | Оппонент               | Счёт                   | Голы                   | Соревнование            |                        |
| 1                      | 11 декабря 1996        | Нигерия                | 2:1                    | -                      | Товарищеский турнир     |                        |
| 2                      | 12 декабря 1996        | Хорватия               | 1:1                    | -                      | Товарищеский турнир     |                        |
| 3                      | 26 февраля 1997        | Беларусь               | 4:1                    | -                      | Товарищеский матч       |                        |
| 4                      | 12 марта 1997          | Польша                 | 2:1                    | -                      | Товарищеский матч       |                        |
| 5                      | 6 сентября 1997        | Фарерские острова      | 2:0                    | -                      | Отборочный матч ЧМ-1998 |                        |
| 6                      | 9 февраля 1999         | Бельгия                | 1:0                    | -                      | Товарищеский матч       |                        |
| 7                      | 27 марта 1999          | Литва                  | 2:0                    | -                      | Отборочный матч ЧЕ-2000 |                        |
| 8                      | 31 марта 1999          | Шотландия              | 2:1                    | -                      | Отборочный матч ЧЕ-2000 |                        |
| 9                      | 5 июня 1999            | Эстония                | 2:0                    | -                      | Отборочный матч ЧЕ-2000 |                        |
| 10                     | 9 июня 1999            | Шотландия              | 3:2                    | -                      | Отборочный матч ЧЕ-2000 |                        |
| 11                     | 8 сентября 1999        | Босния и Герцеговина   | 3:0                    | -                      | Отборочный матч ЧЕ-2000 |                        |
| 12                     | 6 октября 2001         | Болгария               | 6:0                    | -                      | Отборочный матч ЧЕ-2000 |                        |
| 13                     | 10 ноября 2001         | Бельгия                | 0:1                    | -                      | Отборочный матч ЧЕ-2000 |                        |
| 14                     | 14 ноября 2001         | Бельгия                | 0:1                    | -                      | Отборочный матч ЧЕ-2000 |                        |

## Личная жизнь
Двоюродный брат Мартина, Иван, тоже был футболистом и выступал в высшей лиге Чехии, в 2007 году они вместе работали тренерами пражской «Спарты». Родной брат, Доминик, является известным хоккейным вратарём, выигрывал Кубок Стэнли и олимпийское золото. Сыновья Мартин (род. 1995) и Филип (род. 1997) — профессиональные футболисты.